# 沼津御用邸記念公園
沼津御用邸記念公園（ぬまづごようていきねんこうえん、英称:Numazu Goyotei Memorial Park）は、静岡県沼津市下香貫島郷にある公園。

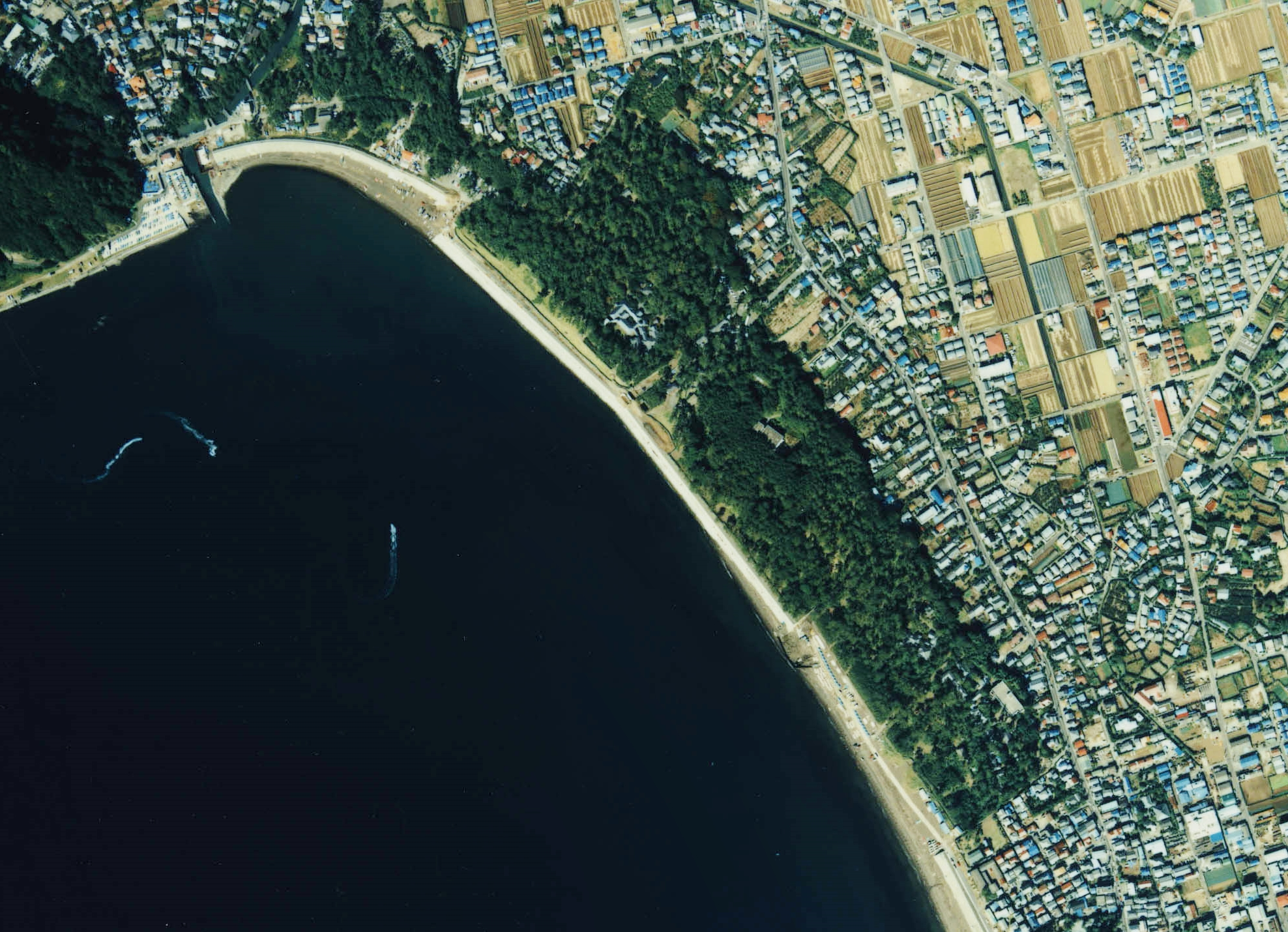
沼津御用邸周辺の空中写真
（1988年撮影）

## 概要
1893年（明治26年）7月、大正天皇（当時は皇太子）の静養のためにと御用邸（別荘）を、静岡県駿東郡楊原村（現・沼津市）の島郷御料林内に造営した。1969年（昭和44年）、御用邸が廃止され、沼津市へ移管され、翌年の1970年（昭和45年）に、沼津御用邸記念公園となった。
敷地面積は約15万平方メートルに及び、千本松原に連なる広大な松林と駿河湾に面した砂浜の中にある。明治時代、周辺には大山巌、川村純義、大木喬任、西郷従道など元勲の別荘も存在していた。北北西の方向に富士山が見える風光明媚、かつ温暖な地である。

## 沿革
- 1889年（明治22年） - 東海道線が開通した
- 1892年（明治25年） - 和風建築の本邸の造営が開始された
- 1893年（明治26年）7月 - 大正天皇の静養（別邸）のための本邸（木造平屋建1,200㎡）が竣工した
- 1895年（明治28年） - 本邸が増築され、新旧二つの御殿となる
- 1900年（明治33年）1月 - 洋館の本邸が増築される
- 1903年（明治36年）4月 - 赤坂離宮東宮大夫官舎を移築、学問所とした（現・東附属邸）
- 1905年（明治38年）8月 - 川村純義伯爵の別荘を買上、御用邸とした（現・西附属邸）
- 1906年（明治39年）6月 - 皇居内の附属建物を西附属邸に移築
- 1908年（明治41年）7月 - 車寄、浴室などを増築
- 1922年（大正11年） - 玉突所を増築
- 1945年（昭和20年）7月 - 沼津大空襲で本邸を焼失する（現在・本邸跡地には沼津市歴史民俗資料館が建っている）
- 1969年（昭和44年） - 御用邸が廃止され、沼津市へ移管された
- 1970年（昭和45年） - 東附属邸は皇孫の学問所、西附属邸は建物を復元、沼津市歴史民俗資料館は漁具類や地場産業の資料展示し、沼津御用邸記念公園として開設した[1]
- 2006年（平成18年）10月 - 都市公園法施行50周年記念事業において、「日本の歴史公園100選」に選[2]
- 2016年（平成28年）10月 - 「旧沼津御用邸苑地」の名称で国の名勝に指定[3]

## 施設情報
- 西付属邸正門（出入口）
- 管理事務所
- 西附属邸（西庭（苔庭））
- 御文庫
- お休み処（主馬）
- 旧官舎
- 皇太子殿下御成婚記念梅園
- 記念の森（クロマツ林）
- 駐車場（第1、第2、第3）
- 本邸正門
- 歴史民俗資料館
- 本邸御湯殿跡
- 防空壕跡
- 馬場跡
- 駐車場（第4）
- 東附属邸正門
- 東附属邸（東庭、茶室）
- 東附属邸園路
- 東附属邸駐車場[4]

## 利用情報
- 開園日 - 年末年始を除き「年中無休」、歴史民俗資料館（月曜休館）、東附属邸（庭園のみ見学可）
- 開園時間 - 午前9時～午後4時30分
- 入園・観覧料 - 大人400円、小・中学生200円、団体（30名以上）大人260円、小・中学生130円
- 駐車料金（2時間） - 自家用車無料、バス・マイクロバス1,020円

## 交通アクセス
- 鉄道
  - JR東海道線・御殿場線 - 沼津駅下車
- 路線バス
  - 伊豆箱根バス沼11沼津駅～沼津御用邸記念公園線「御用邸記念公園」停留所から徒歩約2分。（JR沼津駅から沼11御用邸記念公園行バスで約17分。）
  - 伊豆箱根バス沼71・沼72・沼77・沼78沼津駅～伊豆長岡駅線、東海バスN24西浦線、沼津市自主運行バスN21・N22・N24・N25西浦線「御用邸」停留所から徒歩約3分。（JR沼津駅から沼71・沼72長岡駅行、沼77・沼78多比行、N21・N22・N24江梨行、N24木負農協行、N25戸田行バスで約13分。）
- 高速道路
  - 東名高速道路 - 沼津インターチェンジより車で20～30分

## ギャラリー

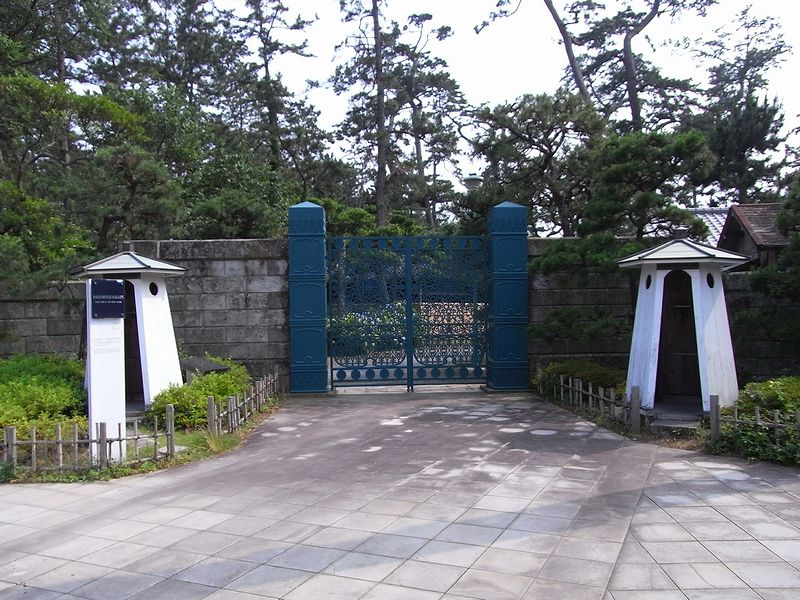
本邸の正門（2008年6月17日撮影）
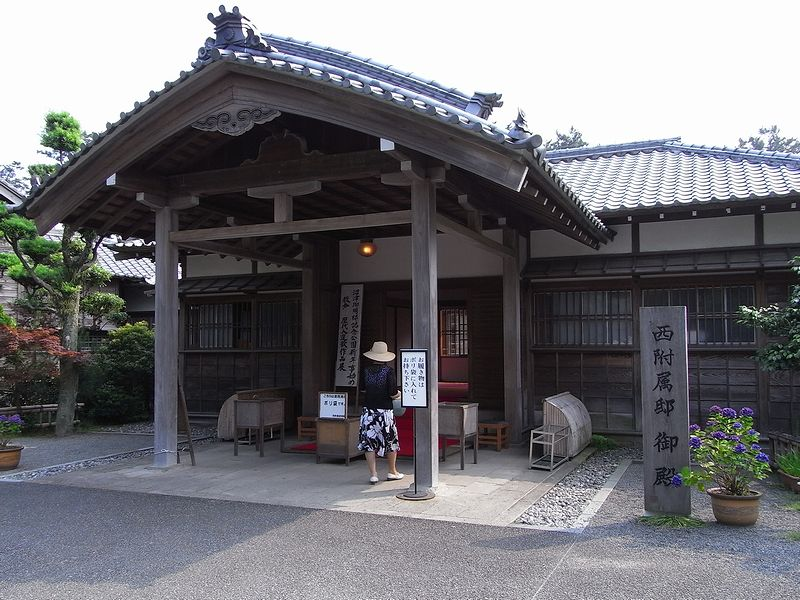
西附属邸の車寄（2008年6月17日撮影）
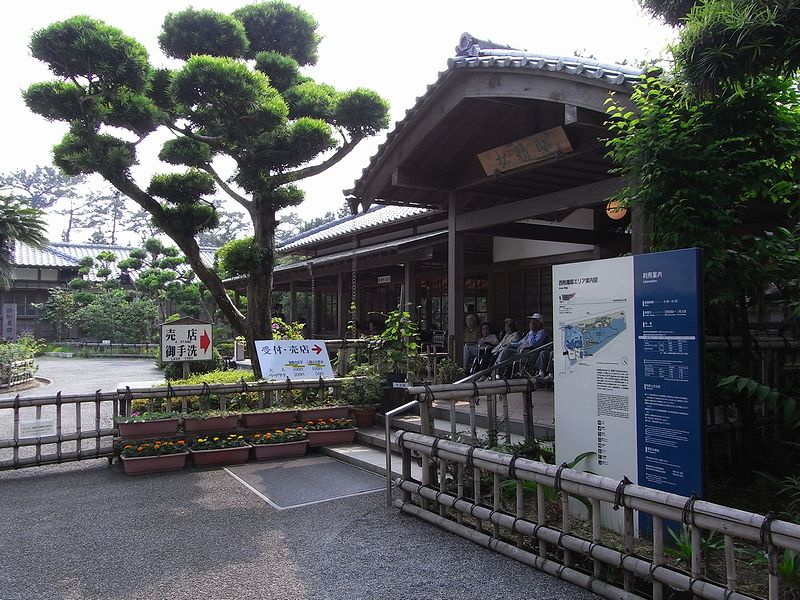
お休み処（主馬）（2008年6月17日撮影）
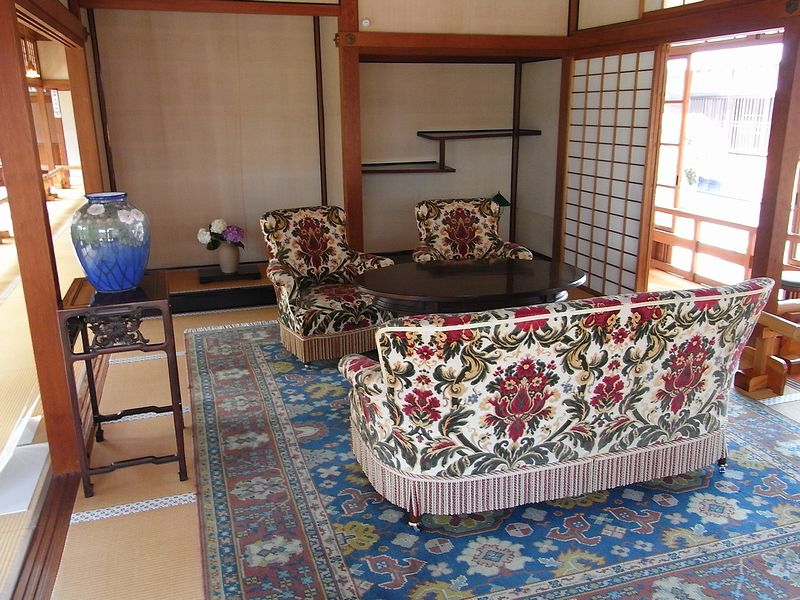
御座所（2008年6月17日撮影）
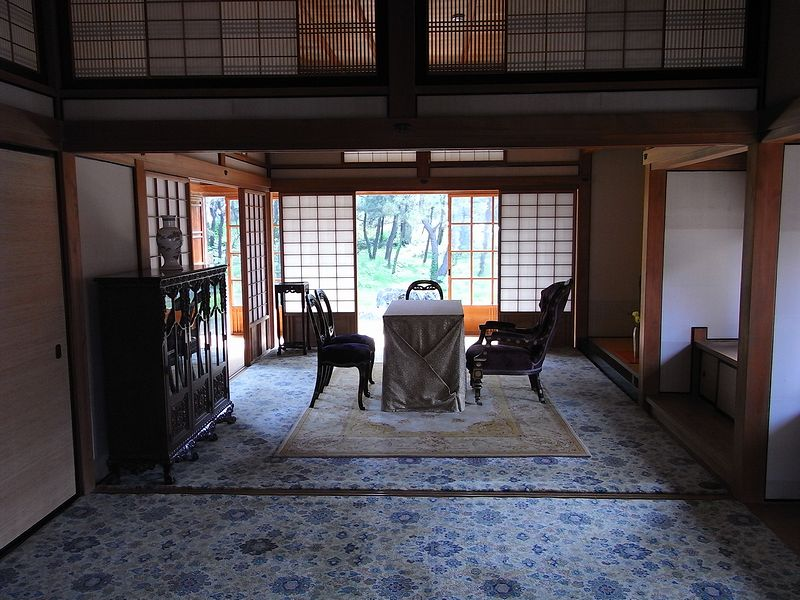
謁見所（公式な部屋）（2008年6月17日撮影）

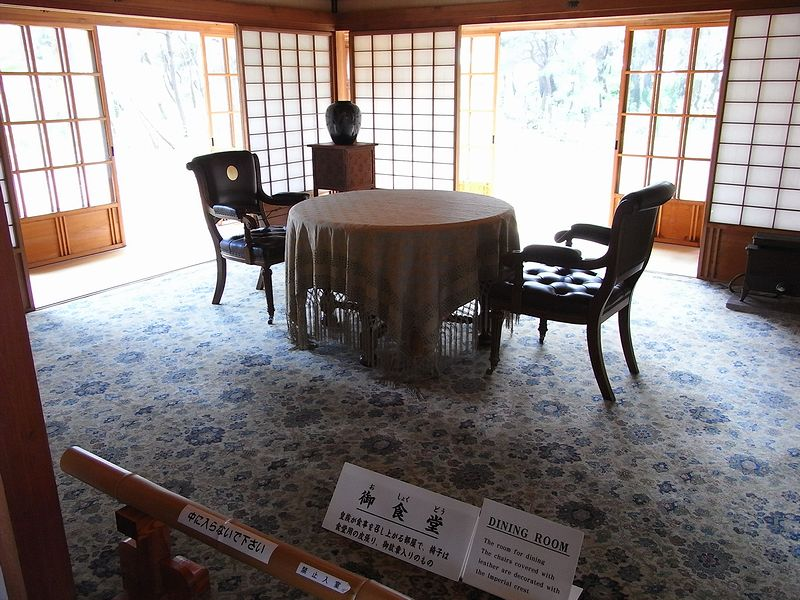
御食堂（2008年6月17日撮影）
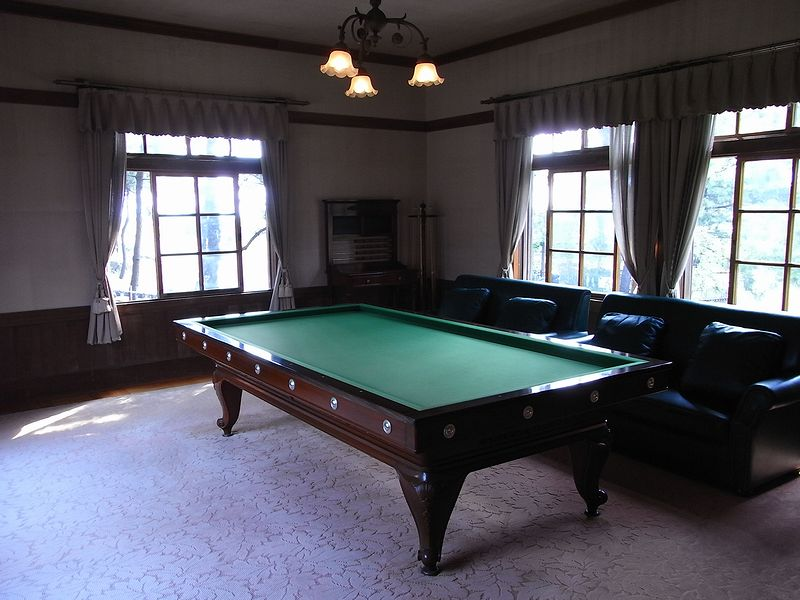
御玉突所（2008年6月17日撮影）
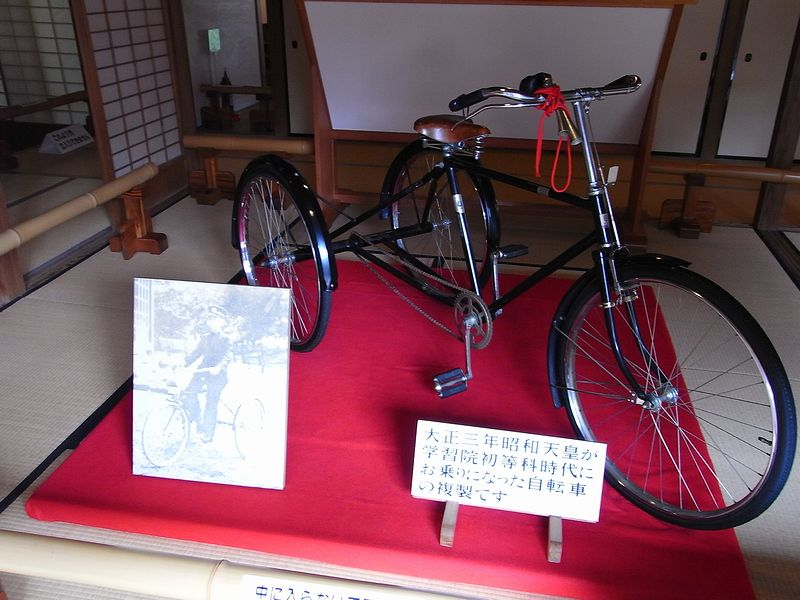
自転車（複製）（2008年6月17日撮影）
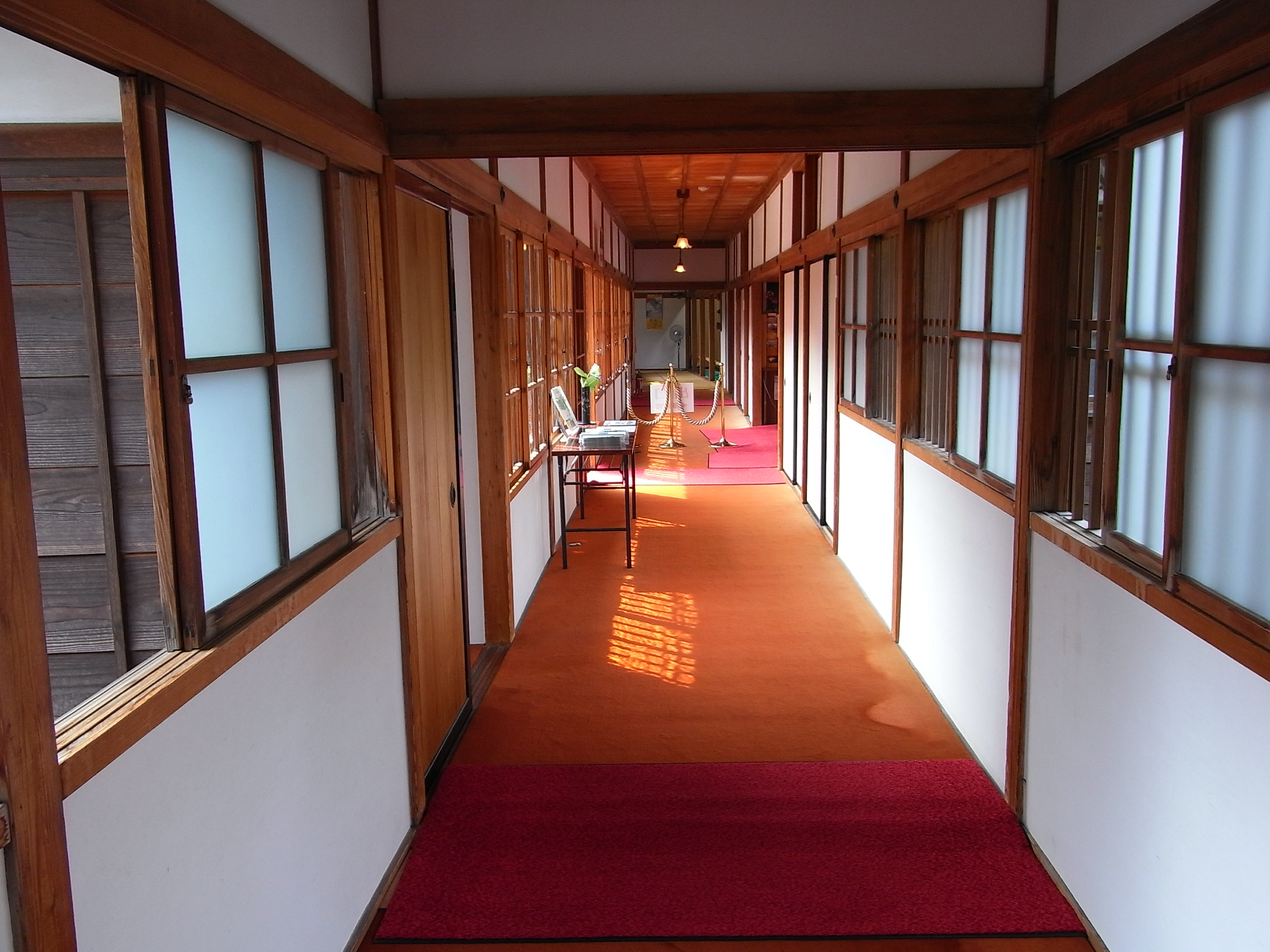
廊下（2008年6月17日撮影）
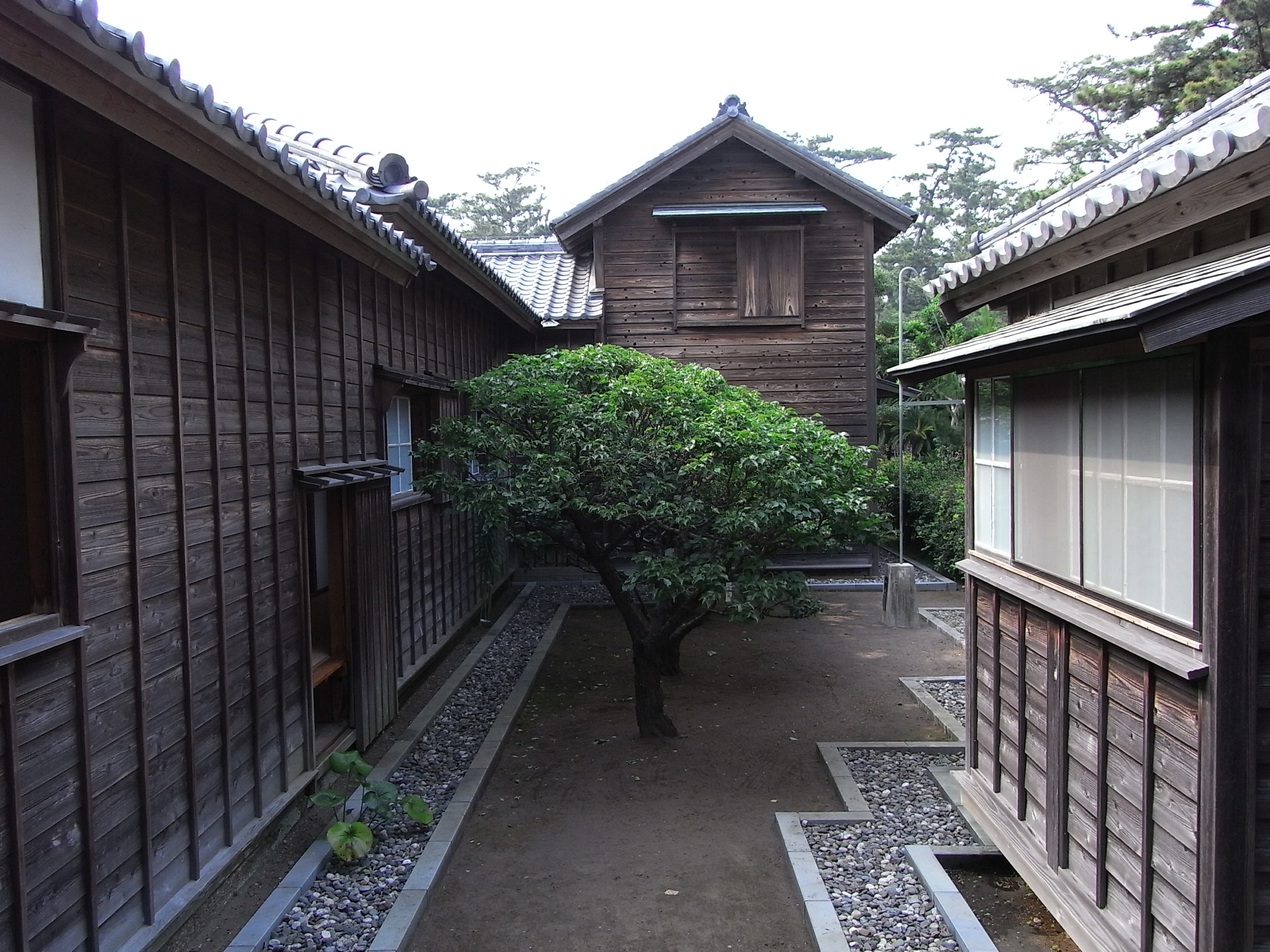
中庭（2008年6月17日撮影）